# موسيقى قروسطية
موسيقى العصور الوسطى هي الموسيقى الغربية المكتوبة خلال القرون الوسطى. يبدأ هذا العصر مع سقوط الإمبراطورية الرومانية وينتهي في وقتٍ ما في أوائل القرن الخامس عشر. يصعب تحديد نهاية حقبة القرون الوسطى وبداية عصر النهضة.
يبدو أسلوبان هامان من الموسيقى الفنية الغربية (أحيانا تعرف بموسيقى الكونسير أو الموسيقى الجادة) صعب بشكل خاص للسامع المعاصر. واحد هو أقدم موسيقى لدينا معرفة مكثفة عنها، موسيقى العصور الوسطى. الأخرى هي الموسيقى الخاصة بالعصر الحالي.

## الخصائص العامة لموسيقى العصور الوسطى

### مقدمة
ربما أكثر جانب مخيف للموسيقى وفن العصور الوسطى هو أنه حدث منذ وقت طويل - بين 500 و1450 م. مع ذلك، الوقت نسبي، والناس رغم كل شيء لا يتغيرون كثيرا في 500 أو حتى 1500 سنة. الفن والدين والترفيه، والأسرة ومشاكل الحرب والسلام كلها جزء من الحياة في العصور الوسطى، كما هي اليوم، والمؤلفون والفنانون والسامعون في ذلك العصر كانوا أشخاص مثلنا لهم مشاكل وتجارب مثل مشاكلنا.
إذن لما تختلف موسيقاهم لهذا الحد عما اعتدناه اليوم؟ وما صلة فن العصور الوسطى بدراستنا لأساليب الموسيقى المعاصرة؟ في الواقع، العلاقات بين موسيقى العصور الوسطى وعصرنا بشكل أساسي دراسة تقدير الموسيقى، فالفن الغربي تطور بشكل منطقي. كل عصر يأخذ ما يمكنه استخدامه من أساليب فنية سابقة وتقنيات، مضيف خصائص تروق للأذواق المعاصرة.
بالتالي يوجد استمرار من عصر للتالي، لكن على مدار فترة زمنية طويلة، تغييرات هامة في الأسلوب الفني ليصبح واضح. طبيعي توجد تغييرات كثيرة في الخمسة قرون منذ نهاية فترة العصور الوسطى؛ لكن الموسيقى الغربية تطورت منذ موسيقى العصور الوسطى والمؤلفين والعازفين والسامعين في عصرنا مهتمين أكثر ومنجذبين لموسيقى لتلك الفترة المبكرة أكثر مما كان محبو الموسيقى في أي عصر من حينها.

### الأنماط
الألحان التي تنتمي للعصور الوسطى اعتمدت على السلالم النموذجية غير المألوفة نسبيا لمعظم سامعي القرن العشرين. قد يعزف نمط بالبدأ في أي نغمة من المفاتيح البيضاء في البيانو على لوحة المفاتيح وتعزفها أعلى أو أسفل الأوكتيف. السبع نغمات لكل نمط تشكل نسق مختلف يتكون من نصف خطوة وخطوات كاملة، حيث تعطي للموسيقى القائمة على كل نمط نكهة مميزة أو صوت. بعض الأنماط استخدمت بتكرار أكثر من غيرها، وكما نرى، الأنماط التي تبدأ على نغمة لا ودو أخر الأمر تصبح السلالم الكبرى والصغرى للنظام المقامي.

### البوليفونية الأفقية
بوليفونية العصور الوسطى التي تتكون من خطوط لحنية مستقلة نسبيا، مقصود سماعها في طريقة خطية بدلا من رأسية (هارمونية” أي الأصوات الناتجة عن مجموعات الخطوط اللحنية لم تفهم كتآلفات ولا يجب سماعها على هذا النحو.

### شدة الصوت
الصوت الثري للأوركسترا السيمفوني لم تنظر له العصور الوسطى بعد، وكانت الأصوات جذابة للأذن في العصور الوسطى وأرق من الكثير مما اعتدنا عليها.

## التأثير على الموسيقى الحديثة
من الواضح لابد لنا تناول موسيقى العصور الوسطى مع توقعات تختلف عما نحضر للموسيقى التي تنتمي لعصور أحدث. مع ذلك، الكثير من المؤلفين المعاصرين يتألمون في الأثر القوي لأسلوب العصور الوسطى حيث تحول مرة أخرى للسلالم النموذجية والمفاهيم الأخرى للعصور الوسطى. بالتالي فهم موسيقى العصور الوسطى تقدم بصيرة في بعض الأساليب المستفزة للقرن العشرين وتسهل فهمنا وتمتعنا بالموسيقى المعاصرة.

## الموسيقى المسيحية
بعد سقوط روما في القرن الخامس ميلادي أصبح الكنيسة المسيحية القوة الموحدة المؤثرة الوحيدة في العالم الغربي، حيث نشرت التعليم والحضارة في كل أنحاء أوروبا.
مع ذلك المؤسسة نفسها التي اهتمت بالترويج للفن والتعليم كانت أيضا مسئولة عن خسارة الكثير من تراثنا الموسيقى الثري. الكنيسة الناشئة قمعت العروض للموسيقى الموجهة للآلهة اليونانية والرومانية وهي تناضل لتركيز أذهان الناس كليا على الآلهة المسيحين. بما أن الكنيسة آمنت أن الموسيقى عليها المساعدة في دعم العبادة فقط الموسيقى الغنائية مع نص ديني كانت جديرة بالاهتمام والكثير من النسخ المدونة لموسيقى الآلات البحتة دمرت أو سمح لها بالاختفاء. قدر كبير من الموسيقى القديمة التي لم تدون من قبل شاعت أيضا، حيث لم تشجع الكنيسة العروض الراسخة في الممارسة.
ومع ذلك المسيحيون الأوائل رغم كل شيء كانوا يهود في المجتمع الروماني. حضارتهم تأثرت بالحضارة اليونانية القديمة وأيضا بالتأثيرات الشرقية وطقوس اليهود القدماء.
ساعات الصلاة اليومية وغناء الترامين في صلاة العبادة وغناء جزء من الدين كان ل التقاليد القديمة التي نقلت وكيفتها الكنيسة المسيحية.

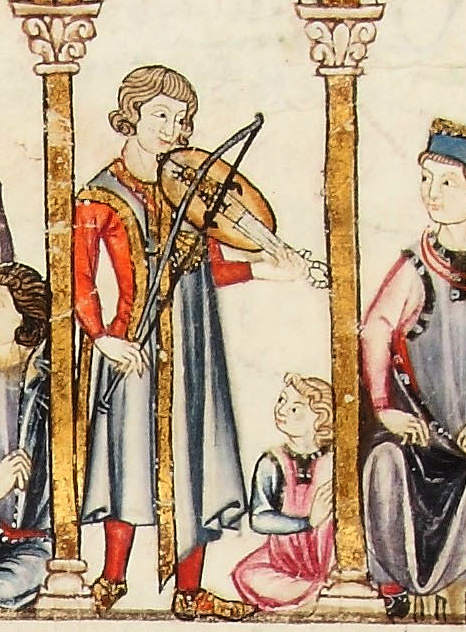
موسيقى يعزف آلة الفييل في القرن الرابع عشر في مخطوطة تنتمي إلى القرون الوسطى.

## الترتيل الجريجوري
أحد من أكثر الممارسات الدينية السائدة عبر العالم وخلال القرون كانت ترتيل نصوص دينية لألحان بسيطة مع إيقاعات تنسخ إيقاعات النص كما يجب التكلم بها. هذا النوع من الغناء الذي يؤدي في جماعة (كل الأصوات التي تغني نفس اللحن في نفس الوقت) ودون مصاحبة لآلات موسيقية يعرف بالغناء البسيط والترتيل البسيط أو ببساطة “ترتيل”.
مجموعة كبيرة من التراتيل المسيحية جمعت آخر الامر وفي القرن السادس ميلادية رتب البابا جريجوري الأول ووضع كود للتراتيل لاستخدام أكثر راح ونظام من الكنائس المسيحية في العالم الغربي. رغم ان تدخل جريجوري الشخصي في هذا العمل الهام غير اكيد هذه المجموعة الكبيرة للموسيقى صارت تعرف بالغناء الجريجوري من حينها.

## ظهور البوليفونية
أثناء القرن التاسع، بدأ القساوسة المسيحيون في تنويع العرض التقليدي للترتيل الجريجوري بإضافة خط من اللحن يوازي الغناء الأصلي قدر ما يفعل المطربون في بعض الحضارات غير الغربية اليوم في العرض غير الرسمي لموسيقاهم. آخر الأمر الخطوط الأكثر لحنية جمعت مع التراتيل الموجودة وصارت الألحان الجديدة مستقلة بتزايد عن الأصوات الأصلية. حين على الأقل يجمع لحن مستقل كليا مع الغناء البسيط اخترع البوليفوني. أول مثال للبوليفوني يعرف باسم أورجانوم. بالكاد نبالغ في اهمية تطوير النسيج البوليفوني. الحضارات غير الغربية بما في ذلك الشرق، والشرق الأوسط وأفريقيا أوضحت أدنى اهتمام بالبوليفونية بدلا من التاكيد على الجوانب الأخرى في الموسيقى خاصة الإيقاع واللحن. الزخرفة اللحني والضجيج أو المصاحبات مع لحن واحد وتقليد الغناء في خطوط لحنية متوازية عند مختلف الفواصل بالكاد يعدل الطابع المنوفوني في الأساس لمعظم الموسيقى غير الغربية.
من جهة أخرى البوليفونية خاصية أساسية لمعظم الموسيقى في الحضارات الغربية.

## الأشكال الموسيقية في العصور الوسطى

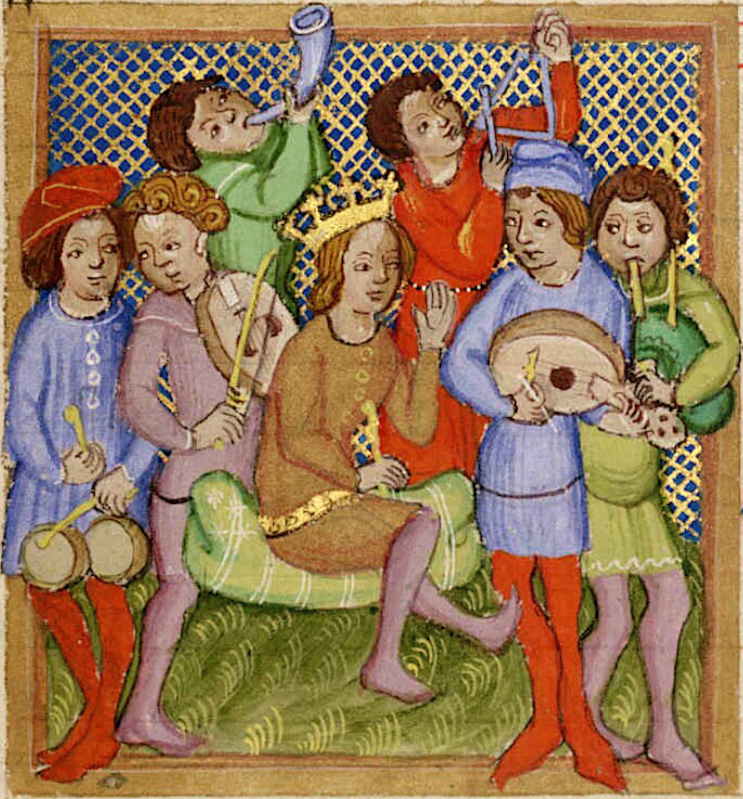
تروبادورس برلين

### الموتيت
قبل القرن الثالث عشر، كان المؤلفون الموسيقيون يضيفون أكثر من صوت جديد واحد فوق الترتيل البسيط حيث يبتكر أعمال ل3 و4 اصوات للنسيج الثري والمتنوع، المعروف باسم الموتيت. الترتيل الأصلي ظهر في أنماط الوزن المنتظم وعلى الأرجح عزف على آلة والخطوط اللحني الجديدة قدم لها نصوص لتغنى. كتبت أعمال الموتيت لأغراض دينية ودنيوية أيضا وكلا نوعين النصوص يتناقضان بحرية فالمفاهيم الدينية والدنيوية لم تنفصل بنفس الوضوح مثلما هي اليوم. المزيج في نفس العمل للنصوص الدنيوية والدينية واللغات الفرنسية واللاتينية وعكس الاصوات والآلات كانت تروق للمثل الجمالية لذلك العصر وتضفي عليها سحر مميز للموتيت في العصور الوسطى.

### الأغاني الدنيوية
المزيد من الموسيقى الدينية أكثر من الدينية نجا من العصور الوسطى، فالأغاني الدينية ذات الطبيعة الشعبية كانت مرتجلة دوما وقت العرض، وقليل من هذه الموسيقى كانت مدون. أيضا تميل الموسيقى الشعبية أن تكون قصيرة الأجل. حتى اليوم مع توفر النوت الموسيقية والتسجيلات والشرائط والاسطوانات على الأرجح نحن نسينا معظم الأغاني الشعبية لعقدين ماضيين.

### الموسيقى الدنيوية
رغم سيطرة الترتيل الجريجوري ورغم انه على مدى قرون فقط الموسيقى الدينية كانت تدون، كان هناك موسيقى كثيرة خارج الكنيسة. الكم الكبير الأول من الأغاني الدنيوية التي استمرت في تدوين صعب فك رموزها التي كتبها اثناء القرنين الثاني والثالث عشر النبلاء الفرنسيون الذين عرفوا باسم التروبادور والتروفير. معظم هذه الألحان عن الحب لكن هناك أغاني أخرى أيضا عن الحملات الصليبية والأغاني الراقصة. في جنوبي فرنسا كانت هناك نساء من التروبادور مثل بياتريس ديديا التي كانت اغانيهم للرجال. تدوين اغاني الحان التروبادور والتروفير لا توضح الإيقاع لكن على الأرجح كان الكثير له وزن منتظم مع وحدة ايقاع واضحة باتالي تختلف عن الإيقاع غير الموازين للترتيل الجريجوري.
كانت هناك أيضا موسيقى الجوالة تصحبها حركات اكروباتية أيضا وكانوا في اسفل السلم الاجتماعي. كانوا عادة يغنون اغاني كتبها اخرون وعزفوا رقصات آلية على الهارب والكمان والعود.

### رقصة estampie
كانت رقصة تنتمي للعصور الوسطى في القرن الثالث عشر وهي واحدة من اوائل الاشكال التي نجت من موسيقى الآلات. في مخطوطات هذه الرقصة، يدون خط لحني واحد وكالمعتاد الآلة الموسيقية غير محددة. من أن الجوالة المنسترال في العصور الوسطى على الارجح ارتجلوا مصاحبة متواضعة على الأنغام الراقصة اضاف المؤدون نغمات متكررة في تزامن تعزف على آلة السنطور (psaltery) وهي آلة وترية تعزف بالنبر. هذه الرقصة ذات وزن ثلاثي ولها ايقاع قوي سريع.

### الصوت الإنجليزي
تاريخ الموسيقى في إنجلترا تلى مسار مستقل بشكل مثير للفضول. حتى الموسيقى الفنية الإنجليزية المبكرة جدا تعكس الأثر الشعبي القوي، دائما يبدو السلم الصغير أو الكبير، بما أن معظمها اعتماد على الأنماط في العصور الوسطى اتخذت لاحقا كسلالم للنظام المقامي. الموسيقى الإنجليزية المبكرة تملك صوت جديد شاب وصوت مختلط لا يميز البوليفونية الفرنسية الواضحة للعصور الوسطى.
في المقطوعة الإنجليزية في القرن ال12 أو 13 “الصيف قادم” الخطوط اللحنية المجتمعة تشكل ما اعتبرناه اليوم هارمونيات. شكل المقطوعة هو اتباع أي عمل موسيقى بوليفوني حيث تؤدي كل الأصوات نفس اللحن، حيث تبدأ في اوقات مختلفة. “الصيف قادم” اتباع دائري أو أغنية دائرية، بما أن كل صوت حيث ينتهي من اللحن قد يعود إلى البداية ويبدأ مرة أخرى دون تغيير التجمعات الهارمونية للصوت.
كما تعزف الأربعة أصوات هذا الاتباع أو الأغنية الدائرية، يصحبها صوتان آخران يغنيان لحن باص متكرر أوستانيونو “غنى الكوكو”.

## موسيقى الآلات
رغم أن الموسيقيين في العصور الوسطى أتيح لهم عدة آلات موسيقية، كتبت الموسيقى بشكل خاص للعرض الآلي. الموسيقى الآلية البحتة الوحيدة التي نجت من العصور الوسطى جاءت في شكل رقصات شعبية متنوعة. رغم أن الآلات صحبت المنشدين خلال مضاعفة خطوطهم اللحنية، ربما خلال تقديم المقدمات والفواصل للأغاني أيضا لم تحدد المسودات للعصور الوسطى التوزيع الموسيقي المحدد.

### الآلات الموسيقية
كانت عائلة الوتريات لها آلات متنوعة كبيرة بما فيها آلة الفييل وهي أهم ألة وترية في القرون 12 و13 وهي الآلة السابقة للفيول في موسيقى عصر النهضة والكمان الحديث.
كل هذه الآلات ذات الأقواس التي تمتد عليها الأوتار من “الرقبة” في أحد الأطراف على الجسم إلى “جسر” في الطرف الآخر.
الآلات الوترية الشائعة الأخرى تضمنت الهارب والسنطور التي امتدت أوتاره من طرف للآخر على جسم بسيط - غالبا مجرد عارضة أو عصا - إما تنقر أو تطرق.
آلات النفخ في العصور الوسطى تشمل الفلوت والريكرودر التي تنفخ نهايتها خلال مبسم كصفارة والشوم هي آلة مثل القصبة تتعلق بالأوبوا الحديثة. كل واحد جاء بأحجام عديدة حيث تغطي نطاق واسع من درجة الصوت.
نوع مختلف من آلات النفخ هو القرب وهي آلة شعبية تنتمي للعصور الوسطى كما لا تزال في أنحاء كثيرة من العالم اليوم. القرب التي ظهرت في أشكال كثيرة ولها عدة أسماء مختلفة تتكون من قصبة واحدة أو أكثر ملحقة بقربة تزود الأنابيب بالهواء على الأقل واحدة من الأنابيب تصدر درجة صوت واحدة فقط حيث تعطي للآلة الصوت الديني المميز.
آلات النفخ النحاسية كانت أقل استخداما من الوتريات وآلات النفخ الخشبية رغم أن الترومبت والهورن بدا مناسب للاستخدام الخارجي احيانا يصحب مناسبات احتفالي أو عسكرية. قبل القرن الثاني عشر ميزت الطبول من عدة أنواع واحجام الإيقاع للغناء والرقص.
آلات الأرغن ذات الأنابيب كانت هامة في العصور الوسطى بعيدا عن الأرغن من حجم كامل الموجودة في كنائس كثيرة أدت إلى نوعان من الارغن المحمول الصغير الموسيقى الدنيوية.

## دور النساء
رغم استبعاد النساء من الغناء في صلاة الجماعة في الكنيسة أو الجوقة، وفق تعاليم القديس بول أنه يجب “أن تبقى النساء صامتات في الكنيسة” النساء في الاديرة غنوا في الصلوات، وبعضهن كتب موسيقى لذلك الغرض. في القرن الثاني عشر، الراهبة هلدجارد من بنيجين طورت سمعة كمؤلفة أغاني دينية وتراتيل في سن كانت معظم الإنجازات من هذه الطبيعة مجهولة. كتبت كلا م من النص وموسيقى أغانيهم وكانت أيضا مدرسة مؤثرة ومستشارة في مختلف المواضيع. النساء من طبقات النبلاء لاقوا إعجاب لقدرتهم على الغناء وعزف الآلات، أعمال فنية معينة في العصور لوسطى ترسم النساء تشاركن في صنع الموسيقى في المنزل بشكل غير رسمي أو كجوالة أو عازفين محترفين للموسيقى الدنية

## الفن الجديد
في القرن الرابع عشر ضعفت سلطة الكنيسة وأصبحت الموسيقى الدنيوية أهم من الموسيقى الدينية في القرن 14. كتب المؤلفون موسيقى بوليفونية لم تعتمد على الترتيل الجريجوري بما في ذلك مقطوعات تحاكي نداء الطيور ونباح الكلاب وصياح الصيادين. قبل أوائل القرن ال14 طوروا نظام جديد من التدوين الموسيقي. سمح لهم بتجديد تقريبا أي نمط إيقاعي. تغييرات الأسلوب الموسيقى في القرن ال14 أصبح عميق حتى ان الموسيقى الفرنسية والإيطالية تعرف بالفن الجديد.
في حين معظم التغييرات في الأسلوب الفني تحدث بالتدريج على فترات زمنية طويلة في بداية القرن الرابع عشر كان هناك حركة بطيئة تجاه الحداثة وهو جهد واعي لكتابة موسيقى بأسلوب جديد. مقال بعنوان “الفن الجديد” أي الاسلوب الجديد، نشرت في اوائل القرن فدلت على وعي وتقدير للمنهج الجديد في الموسيقى. اسمها وقتها كان مطبق في الأسلوب الفرنسي الذي ميز موسيقى القرن الرابع عشر حيث حل محل الفن القديم في القرن الثالث عشر.
كانت الموسيقى في الفن الجديد أكثر تعبيرية أي رومانسية أكثر قليلا - في القرن الرابع عشر. اهتم الموسيقيون بالمجتمعات الرأسية الناتجة عن الصوت المتزامن لخطين لحنيين أو أكثر. مع ذلك لم تخضع الموسيقى بعد للاعتبارات الهارمونية. ظلت الموسيقى مفهوم خطي في الأساس مع المؤلفين يجمعون بين الألحان النموذجية في الأعمال البوليفونية ذات التعقيد والتطور المتزايد والتقدير أي الفهم والاستماع بموسيقى الفن الجديد تعتمد على قدرة السامع على الاستماع بطريقة لحنية بدلا من تآلفية.
ورغم كتابة موسيقى دنيوية أكثر خلال القرن الرابع عشر مما كان في اوائل القرون الوسطى أصبح شكل واحد من الموسيقى الدينية هام بتزايد من هذا الوقت: وهو تلحين على موسيقى بوليفونية لأجزاء من القداس الكاثوليكي.

## موسيقى أواخر القرون الوسطى (1300- 1400)

### فرنسا: موسيقى آرس نوفا
تُعتبر بداية موسيقى آرس نوفا أحد الفئات الزمنية الواضحة في الموسيقى القروسطية؛ لأنها تتزامن مع نشر كتاب رومان دو فوفيل (بالفرنسية: Roman De Fauvel)، وهو مجموعة ضخمة من الشعر والموسيقى في عامي 1310 و1314. يمثل الكتاب هجاء للانتهاكات التي حدثت في الكنيسة أثناء القرون الوسطى، ويحتوي على الكثير من الموتيه، والقصائد، والقصائد ذات الثلاثة عشرة بيتًا، وأشكالًا موسيقية لا دينية جديدة قروسطية أخرى. ومع كون معظم المؤلفين الموسيقيين مجهولين، يحتوي الكتاب على عدة قطع موسيقية من تأليف فيليب دو فيتري، أحد أول مؤلفي الموتيه بأسلوب الإيزوريذم (بالإنجليزية: Isorythm)، وهو اتجاه تميز في القرن الرابع عشر، وأداها غيوم دو ماشو، أعظم مؤلفي تلك الفترة، على أكمل وجه ممكن.
في فترة الآرس نوفا، حققت الموسيقى العلمانية تطورًا في تعدد النغمات لم يكن موجودًا قبل ذلك إلا في الموسيقى المقدسة، لا يُعتبر هذا التطور مفاجئًا بالنظر إلى الطابع العلماني لعصر النهضة (بينما تُعتبر هذه الموسيقى عادًة موسيقى «قروسطية»، كانت القوى الاجتماعية التي أنتجتها مسؤولة عن بداية النهضة الفنية والأدبية في إيطاليا، الفارق بين العصور الوسطى وعصر النهضة مبهم بعض الشيء خصوصًا في ما يخص الفنون المختلفة مثل الموسيقى والرسم). صاغ فيليب دو فيتري مصطلح «آرس نوفا» (الفن الجديد، أو الطريقة الجديدة» في مقالته التي تحمل الاسم نفسه (كُتبت على الأرجح عام 1322)؛ بهدف التمييز بين التطبيق والموسيقى في العصر السابق.
كان الصنف اللاديني السائد من الآرس نوفا هو الأغنية، إذ بقيت موجودة في فرنسا طوال القرنين التاليين. أُلفت هذه الأغاني بأشكال موسيقية متوافقة مع الشعر المكتوب وفقًا للأنماط الشعرية السائدة في القرنين الرابع والخامس عشر وهي البالاد (القصيدة ذات ثلاثة مقاطع)، والروندو (القصيدة ذات الثلاثة عشرة بيتًا)، والفيريلاي. أثرت هذه الأشكال بشكل كبير على تطور البنية الموسيقية بطرق ملموسة حتى اليوم، على سبيل المثال، تطلب الشكل السجعي -المُسمَّى بأوفيرت كلو (بالفرنسية: Ouvert-clos) المشترك بين الأشكال الثلاثة- وجود معرفة موسيقية ساهمت مباشرة في المفهوم الحديث للعبارات السابقة واللاحقة. بدأ في تلك الفترة أيضًا التقليد الطويل في إقامة الصلوات الجماعية. بدأ هذا التقليد في منتصف القرن تقريبًا مع ترتيبات فردية أو ثنائية من أنماط الكايريز (بالإنجليزية: Kyries) والغلورياز (بالإنجليزية: Glorias) وغيرها، لكن ألف ماشو ما يُعتبر أول قداس جماعي كامل يُسمع وكأنه قطعة واحدة.

### إيطاليا: تريسينتو
تعود أصول معظم موسيقى آرس نوفا إلى فرنسا، ولكن يُطبق المصطلح عادة كثيرًا ليشمل كل أنواع الموسيقى في القرن الرابع عشر، والموسيقى العلمانية في إيطاليا على وجه الخصوص. كان يُشار إلى هذه الفترة هناك باسم تريسينتو. لطالما عُرفت الموسيقى الإيطالية بطابع غنائي أو مليء بالألحان، ويعود ذلك كثيرًا إلى القرن الرابع عشر. شكلت الموسيقى العلمانية الإيطالية في تلك الفترة (تشبه الموسيقى الشعائرية القليلة الباقية الموسيقى الفرنسية باستثناء التدوين الموسيقي المختلف) ما كان يُدعى بأسلوب الكانتالينا، مع صوت معقد طاغٍ مدعوم بصوتين غنائيين (أو حتى صوت واحد، وهو عدد كافٍ؛ لأن موسيقى تريسينتو مخصصة لصوتين فقط) يتحركان بشكل منتظم أو بحركة أبطأ. بقيت هذه البنية تميز الموسيقى الإيطالية بين الأنماط العلمانية في القرنين الخامس والسادس عشر أيضًا، وكان لها أثر مهم على التطور النهائي للبنية الثلاثية التي أحدثت ثورة في عالم الموسيقى في القرن السابع عشر.

## الهوامش
1. 1 2 3 4 5 6 7 8 9 10 11 12 13 14  Music: The Art of Listening by Jean Ferris
2. 1 2 3  Music: An Appreciation, by Roger Kamien